# Telkens weer
Telkens weer is een nummer van Willeke Alberti, geschreven door Friso Wiegersma op muziek van Ruud Bos voor haar titelrol in de speelfilm Rooie Sien uit 1975. De single bereikte geen hitpositie.

## Evergreen Top 1000
| Evergreen Top 1000 "Telkens Weer" | Evergreen Top 1000 "Telkens Weer" | Evergreen Top 1000 "Telkens Weer" | Evergreen Top 1000 "Telkens Weer" | Evergreen Top 1000 "Telkens Weer" | Evergreen Top 1000 "Telkens Weer" | Evergreen Top 1000 "Telkens Weer" | Evergreen Top 1000 "Telkens Weer" | Evergreen Top 1000 "Telkens Weer" | Evergreen Top 1000 "Telkens Weer" | Evergreen Top 1000 "Telkens Weer" | Evergreen Top 1000 "Telkens Weer" | Evergreen Top 1000 "Telkens Weer" | Evergreen Top 1000 "Telkens Weer" | Evergreen Top 1000 "Telkens Weer" | Evergreen Top 1000 "Telkens Weer" |
| Jaar                              | 2008                              | 2009                              | 2010                              | 2011                              | 2012                              | 2013                              | 2014                              | 2015                              | 2016                              | 2017                              | 2018                              | 2019                              | 2020                              | 2021                              | 2022                              |
| --------------------------------- | --------------------------------- | --------------------------------- | --------------------------------- | --------------------------------- | --------------------------------- | --------------------------------- | --------------------------------- | --------------------------------- | --------------------------------- | --------------------------------- | --------------------------------- | --------------------------------- | --------------------------------- | --------------------------------- | --------------------------------- |
| Positie                           | 27                                | 92                                | 237                               | 236                               | 289                               | 343                               | 233                               | 243                               | 162                               | 304                               | 391                               | 210                               | 329                               | 481                               | 452                               |

## Radio 2 Top 2000
| Nummer met noteringen in de NPO Radio 2 Top 2000 | '99 | '00 | '01 | '02  | '03 | '04 | '05 | '06 | '07 | '08 | '09  | '10  | '11  | '12  | '13  | '14  | '15  | '16  |
| ------------------------------------------------ | --- | --- | --- | ---- | --- | --- | --- | --- | --- | --- | ---- | ---- | ---- | ---- | ---- | ---- | ---- | ---- |
| Telkens weer                                     | 551 | 519 | 863 | 1203 | 983 | 850 | 837 | 718 | 833 | 781 | 1055 | 1284 | 1570 | 1591 | 1612 | 1978 | 1705 | 1528 |

1. ↑  Een vetgedrukt getal geeft de hoogste notering aan.
2. ↑  Deze tabel is bijgewerkt tot en met de laatste editie (2024).

## Trivia
- Een stukje van dit nummer is nagespeeld op gitaar in de Mexicaanse Netflixserie Madre de alquiler.[bron?]